# Wallacea (Ochnaceae)
Wallacea là một chi thực vật có hoa trong họ Ochnaceae.

## Loài
Chi Wallacea gồm các loài:
- Wallacea insignis Spruce ex Benth. & Hook.f., 1862
- Wallacea multiflora Ducke, 1935
- Wallacea riparia Gleason & A.C.Sm, 1936